# 女子研究大学
女子研究大学（おなごけんきゅうだいがく）は、日本のYouTuberグループである。
通称女研（おなけん）。
なお「大学」を名乗っているが、日本の学校教育法に定められた正規の大学ではない。

## 概要
2023年にグループ結成。雑談を中心にゲーム実況、歌ってみた、オリジナル楽曲の公開、生ライブや握手会、VTuberなど幅広い分野で活動している。グループ公式のYouTubeチャンネルは存在せず、メンバーそれぞれが個人チャンネルで活動している。

## 略歴
- 2023年：女子研究大学結成、活動開始。
- 2024年5月1日：まちこりーたがグループを卒業。
- 2025年1月4日・12日：初のワンマンライブをZepp NambaおよびHanedaで開催。
- 2025年3月9日：『最強無敵連合』事務所設立。

## メンバー
- ニキ【すごいイケメン】
- しろせんせー
- りぃちょ
- 18号
- キャメロン

## 旧メンバー
- まちこりーた（2024年5月1日卒業）

## YouTubeチャンネル一覧
| チャンネル名           | チャンネルURL | 活動期間 | ジャンル   | 登録者10万人突破年 |
| ---------------------- | ------------- | -------- | ---------- | ------------------ |
| ニキ【すごいイケメン】 |               | 2020年～ | バラエティ | 2022年             |
| しろせんせー           |               | 2020年～ | バラエティ | 2022年             |
| りぃちょ               |               | 2020年～ | バラエティ | 2022年             |
| 18号                   |               | 2020年～ | バラエティ | 2023年             |
| キャメロン             |               | 2020年～ | バラエティ | 2022年             |

## 楽曲
| 発売日         | タイトル           |
| -------------- | ------------------ |
| 2024年7月5日   | 愛製オーダーメイド |
| 2024年12月25日 | ケミカルライト     |
| 2025年7月5日   | ワライリュージョン |

## ライブ・イベント
| 開催日         | タイトル                                          | 会場                 |
| -------------- | ------------------------------------------------- | -------------------- |
| 2025年1月4日   | 女子研究大学1stワンマンライブ                     | Zepp Namba           |
| 2025年1月12日  | 女子研究大学1stワンマンライブ                     | Zepp Haneda          |
| 2025年3月9日   | 「令和7年 女子研究大学 入学式」ファンミーティング | harevutai            |
| 2025年10月11日 | 女子研究大学2ndワンマンライブ                     | 立川ステージガーデン |